# Matthew Brown (zapaśnik)
Matthew "Matt" Brown (ur. 29 maja 1990) – amerykański zapaśnik walczący w stylu wolnym. Brązowy medalista wojskowych MŚ w 2017 roku.
Zawodnik Cyprus High School z Magna i Pennsylvania State University. Trzy razy All-American (2013 – 2015) w NCAA Division I; pierwszy w 2015; drugi w 2013 i piąty w 2014 roku.